# Stefan Banach
Stefan Banach (ˈstɛfan ˈbanaxⓘ, Cracóvia, 30 de março de 1892 — Lviv, 31 de agosto de 1945) foi um matemático polonês.
Sua principal contribuição foi a moderna análise funcional. Ele desenvolveu uma teoria sistemática de análise funcional, onde antes havia apenas resultados individuais, que mais tarde se encaixam em uma nova teoria.

## Formação e carreira
Nascido no então território do Império Austro-Húngaro, Banach freqüentou o ensino primário em Cracóvia e saiu de lá em 1902, para fazer o ensino secundário no Henryk Sienkiewicz Gymnasium No 4. Por sorte, na sua classe estudava Witold Wilkosz, que acabaria por se tornar um professor de matemática. A escola não tinha um professor de matemática bom, e, em 1906, Wilkosz foi para um ginásio (colégio) melhor. Mesmo assim, Banach continuou no mesmo ginásio, apesar de manter sempre contato com Wilkosz.
Depois de terminar a escola, foi para Lviv (hoje na Ucrânia) e ingressou na faculdade de engenharia na Universidade Técnica da cidade. Como estava sozinho, pois seu pai disse que depois da escola ele estaria por si só, Banach teve que se manter virando tutor, o que tomou muito de seu tempo. Ele se graduou em 1914, mas por causa da Primeira Guerra Mundial, Banach acabou saindo de Lviv.
Banach não serviu para o exército russo, pois não era capacitado fisicamente — tinha uma visão ruim no olho esquerdo. O trabalho dele então foi construir estradas, mas também Banach passou um tempo em Cracóvia dando aulas em escolas. Também frequentou palestras matemáticas na Universidade Jaguelónica em Cracóvia e, apesar de não se ter certeza, acredita-se que ele frequentou palestras de Zaremba.

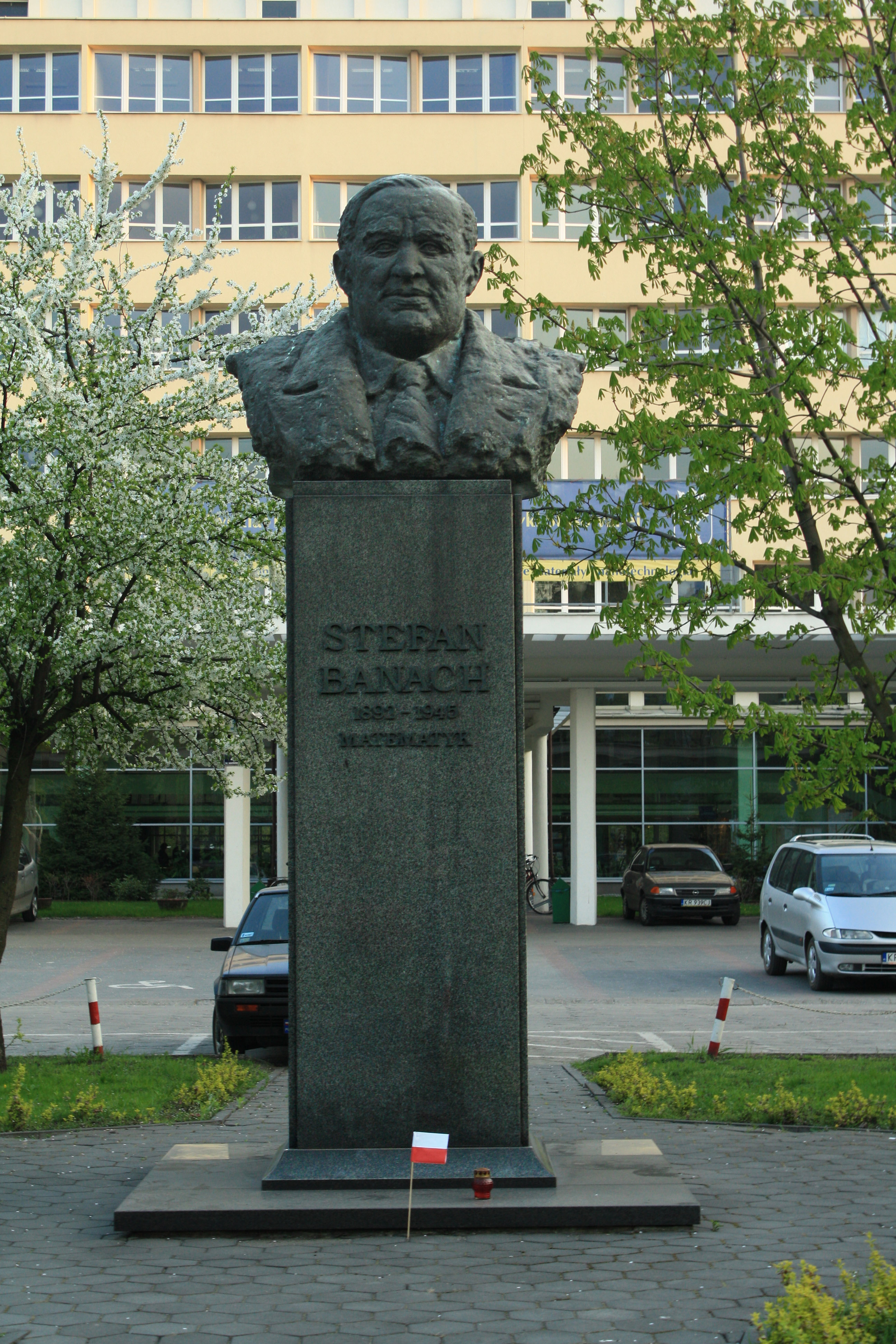
Monumento a Stefan Banach em Cracóvia

Então em 1916 uma grande oportunidade teria grande impacto na vida de Banach. Hugo Steinhaus, que estava servindo o exército, iria pegar uma correspondência em Lviv. No entanto ele morava em Cracóvia e teria que andar pelas ruas desta cidade para ir até à Universidade. Neste caminho Steinhaus teria ouvido as palavras "medida de Lebesgue". Era Banach com seu amigo, Otto Nikodym. Então Steinhaus passou a ter contato com eles regularmente a acabou por fundar com os dois amigos uma "sociedade matemática".
Steinhaus contou-lhes sobre um problema no qual estava trabalhando sem sucesso. Depois de um tempo Banach teve uma idéia para o contraexemplo requerido e contou a Steinhaus, e eles realizaram um trabalho em conjunto e apresentaram a Zaremba para publicação. A guerra acabou atrasando a publicação. Banach apareceu pela primeira vez no boletim da Academia de Cracóvia em 1918. Junto com Steinhaus, Banach produziu muitos trabalhos matemáticos. Não é possível saber se ele faria o mesmo sem ter conhecido Steinhaus. Além disso, foi através de Steinhaus que Banach conheceu sua mulher, Lucja Braus, com a qual casou em 1920.
A Sociedade Matemática de Cracóvia foi estabelecida em 1919 por iniciativa de Steinhaus. Zaremba presidiu a cerimônia inaugural e foi eleito o primeiro presidente da sociedade. Banach fez palestras nessa sociedade e continuou a produzir trabalhos matemáticos. Em 1920 a Sociedade Matemática de Cracóvia se tornou Sociedade Matemática da Polônia.
Em 1920 foi oferecido a Banach um cargo de assistente de Antoni Łomnicki na Universidade Técnica de Lviv. Lá ele fez palestras de matemática e tentou submeter a sua tese de doutorado sob a supervisão de Łomnicki. Não era o modo normal, mas ele não tinha qualificações matemáticas universitárias.
Em 1922 a Universidade Jan Kazimierz em Lviv deu a Banach a sua habilitação (grau acadêmico semelhante ao de livre docente no Brasil) pela tese sobre teoria da medida.
Em 1924 Banach foi promovido a professor titular e passou o ano acadêmico 1924-1925 em Paris. No entre-guerras Banach continuou a produzir importantes trabalhos, escrevendo livros didáticos de álgebra, geometria e aritmética para o ensino secundário. Ele também contribuiu para a divulgação da matemática, lançando em 1929 o jornal Studia Mathematica junto com Steinhaus, tornando-se os dois os primeiros editores, tendo como política o foco em análise funcional e tópicos relacionados.
Outra publicação importante foi a série de Mathematical Monographs (monografias matemáticas), sob a redação de Banach e Steinhaus em Lviv e Knaster, Kuratowski, Mazurkiewicz, e Sierpinski em Varsóvia. O primeiro livro da série Théorie des Opérations Linéaires(Teoria das operações lineares) foi escrito por Banach e apareceu em 1932. Em 1936 Banach realizou uma conferência no Congresso Internacional de Matemáticos em Oslo.
Outra influência grande de Banach é devida a Kuratowski ter sido indicado para a Universidade Técnica de Lviv em 1927 e lá trabalhou até 1934. Banach colaborou com Kuratowski e eles realizaram trabalhos em conjunto no período.
Banach tinha um método diferente de realizar seus trabalhos, ele gostava de fazê-los junto com seus amigos em cafés.
Em 1939, Banach conseguiu a presidência da Sociedade Matemática da Polônia. Quando a Segunda Guerra Mundial estourou, as tropas soviéticas invadiram Lviv. Mas como Banach tinha boas relações com os matemáticos da União Soviética, indo os visitar às vezes, ele conseguiu se manter no cargo e foi bem tratado nessa nova administração, além de se tornar deão na Faculdade de ciências da universidade, já com o nome Universidade Ivan Franko. Mas a guerra não mudou muito a vida de Banach, que continuava com suas pesquisas, escrevendo seus livros didáticos, dando palestras e indo a cafés. Sobolev e Aleksandrov visitaram Banach em 1940 em Lviv, enquanto este freqüentava conferências na União Soviética. Quando a Alemanha Nazi invadiu a União Soviética, Banach, que estava em Kiev, saiu imediatamente de lá e retornou para sua família em Lviv.
A ocupação nazista de Lviv em junho de 1941 fez com que a vida de Banach ficasse difícil lá, durante esta época muitos acadêmicos poloneses foram mortos, até seu supervisor Antoni Łomnicki foi morto em um dia de massacre - 3 de julho de 1941. Banach chegou a ser preso sob suspeita de traficar moeda da Alemanha mas foi solto um tempo depois. A vida de Banach tornou-se cuidar de piolhos com doenças infecciosas no Instituto Alemão até o fim da ocupação nazista de Lviv em 1944.
Quando os soviéticos retomaram o local, Banach aumentou sua lista de contatos. Conheceu Sobolev, mas já muito doente, apesar de nos relatos de Sobolev dizer que, apesar dessa grave doença, Banach ainda continuava bem vivaz.

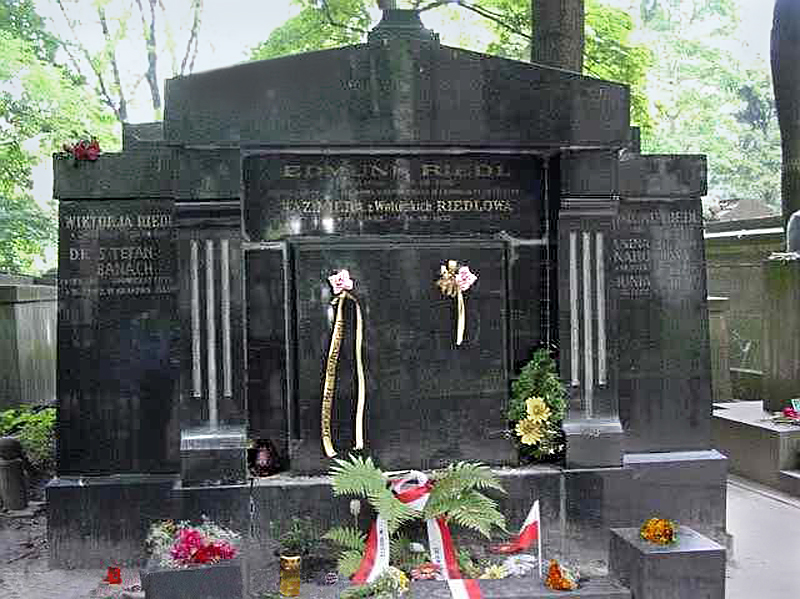
Sepultura de Stefan Banach, no Cemitério Lychakiv, em Lviv

Banach pretendia ir a Cracóvia depois da guerra para se tornar o presidente da área de matemática na Universidade Jagieloniana mas morreu em Lviv em 1945 de câncer de pulmão.

## Realizações
Entre os vários trabalhos de Banach destacam-se a sua contribuição para a teoria das séries ortogonais e inovações na teoria de medida e integração, mas a sua contribuição mais importante foi na análise funcional. Dos trabalhos publicados por ele, o Théorie des opérations linéaires (1932; “Teoria das operações lineares”) é o mais importante. Também considerada de grande importância na época, a Théorie de Sept Reverse  (1934, "Teoria do sete reverso") acabou sendo considerada incompleta na década seguinte. "Ele, junto com assistentes, resumiu conceitos e teoremas da análise funcional e o tornaram um sistema compreensível. Na tentativa de generalizar equações integrais Banach também introduziu o conceito de espaços vetoriais normados, também chamados Espaço de Banach, além de provar vários teoremas dessa área. Suas aplicações ajudaram em muitos estudos na análise funcional por um longo tempo.
Entre os teoremas que têm o seu nome, encontram-se:
- teorema de Hahn-Banach
- teorema de Banach-Steinhaus
- teorema de Banach-Alaoglu
- teorema de Banach-Schauder
- teorema das categorias de Banach
- teorema do ponto-fixo de Banach
- conceito de "jogo de Banach-Mazur"
- paradoxo de Banach-Tarski
- teorema de Banach-Stone

## Condecorações
- Palestrante no Congresso Internacional de Matemáticos, em 1936.

## Livros
- «Théorie des opérations linéaires». matwbn.icm.edu.pl Tradução de 1932 (em francês)